# Kaple svatého Iva (Paříž, zaniklá)
Kaple svatého Ivana (fr. Chapelle Saint-Yves) byla katolická kaple v Paříži. Nacházela se v dnešním 5. obvodu na Rue Saint-Jacques. Kaple byla zbořena v roce 1796.

## Historie
Rok po kanonizaci svatého Iva v roce 1347 se obyvatelé Paříže rozhodli založit bratrstvo zasvěcené novému světci. Pařížský biskup Foulques de Chanac jej schválil listem ze srpna 1348. Bratrstvo sdružovalo zejména studenty a mistry z diecézí Tréguier, Léon a Cornouaille v Bretani.
Při čekání na stavbu nové svatyně se spolubratři scházeli v kostele Saint-Nicolas du Chardonnet. Základní kámen kaple slavnostně položil král Jan II. 30. května 1352.
Kaple původně nesla název „královský kostel svatého Iva“, jak je uvedeno na dochované pečeti: „Sigillum ecclesiœ regiae Sancti Yvonis Parisius“.
Vysvěcení kaple proběhlo 29. září 1357, ovšem stavba nebyla tehdy zcela dokončena. Karel V. věnoval kapli krov a Karel VI. daroval vitráž, na které byl zobrazen s celou královskou rodinou.
Dalšími donátory byli bretaňští vládci. V roce 1413 byly na každou stranu portálu instalovány sochy bretaňského vévody Jana V. a jeho manželky Johany Francouzské.
V této kapli, kterou spravoval převor a dvanáct kanovníků, byly uloženy ostatky svatého Iva, včetně žebra, prstu a kusu světcova oděvu. Svatostánek navštěvovali především bretaňští právníci žijící v Paříži.
Kaple, která byla ve špatném stavu již v polovině 18. století, byla zrušena za Francouzské revoluce v roce 1793. Jako národní majetek byla prodána muži jménem Lenoir, který ji v roce 1796 nechal zbourat a rozprodal na stavební materiál.

## Architektura
Kaple byla 10–12 m široká a 38 m dlouhá. Portál lemovaly dvě špičaté věžičky obsahující schody. Uprostřed byla socha svatého Iva. Po stranách portálu byly sochy Jana V., vévody z Bretaně a jeho manželky. V horní části průčelí bylo v 18. století otevřeno velké obdélné okno, zakončené frontonem neseným dvěma toskánskými pilastry.
Dochovalo se několik vyobrazení kaple. K nejzajímavějším patří rytina z díla Allaina Manessona-Malleta La Géométrie pratique, vydaného roku 1702. Zachycuje kapli před přestavbou v 18. století.
Uvnitř kaple se nacházelo mnoho zdobených náhrobků. Zachovala se vyobrazení sedmi z nich.